# مایکل جی آدامز
مایکل جی آدامز (به انگلیسی: Michael J. Adams) فضانورد اهل کشور ایالات متحده آمریکا است که در ۵ مهٔ ۱۹۳۰ میلادی در ساکرامنتو زاده شد. وی در مأموریت ایکس-۱۵ پرواز ۳-۶۵-۹۷ حضور داشته است.